# عبد الغني الخضري
عبد الغني حسن الخضري الجناحي (1907- 6 فبراير 1976) صحفي وشاعر وكاتب عراقي في القرن 20 م/ 14 هـ.  ولد في النجف ونشأ بها وتلقى مبادئ تعليمه على والده، ثم العلوم الدينية في المدرسة العلوية الإيرانية والجامع الهندي. كان يتردد على نوادي النجف الأدبية، فصار ينظم الشعر ويشارك في الحلبات الشعرية. أسس جمعية التحرير الثقافي وتولّى عمادتها سنة 1945، والتي نالت اعتراف وزارتي الدفاع والمعارف. انتسب للرابطة الأدبية وأصبح عضوًا بارزًا بها. له ديوان في الشعر ومؤلفات مطبوعة ومخطوطة منهمالروضة الخضرية والرسائل الأدبية وعواطف الإخوان. توفي في النجف ودفن بها.

## سيرته
ولد عبد الغني بن حسن بن إسماعيل بن محمد بن موسى بن عيسى بن حسين بن خضر الجناحي المالكي عام 1325 هـ/1907 م في النجف ونشأ فيها على والده وهو أديب وشاعر. تربى على يد أبيه فعني بتربيته وتوجيهه وبعد أن أكمل القراءة والكتابة انتقل إلى المدرسة العلوية الإيرانية. أسس عام 1945 جمعية التحرير الثقافي في النجف وترأس تحرير مجلة التحرير الثقافي التي صدر العدد الأول منها في 17 ربيع الثاني 1377 هـ. واتجه صوب الدراسة الدينية في جامع الهندي فأخذ مقدمات العلوم من نحو ومنطق ومعاني وبيان على أساتذة معروفين وقرأ الأصول والفقه على عبد الكريم الشرقي وإبراهيم الكرباسي ومحمد تقي صادق وعلي التبريزي وخلال هذه الفترة كان يختلف مع أخوانه على نوادي النجف الأدبية واشترك في حلبات شعرية وبمناسبات مختلفة.

«انتهج نهج القصيدة العربية القديمة، فأخلص لعروضها وموضوعاتها، له مطولات مرتبطة بمناسبات عصره السياسية والاجتماعية، يغلب على السياسي منها روح المديح، وله مقطعات معظمها مربعات شعرية، تنم جميعها على رؤيته للحياة والعلاقات الإنسانية وتكشف عن ذاته.»

توفي في النجف 6 صفر 1396 هـ/ 6 فبراير 1976 ودفن بها.

## آثاره
- ديوان
- الروضة الخضرية
- الرسائل الأدبية
- عواطف الإخوان

ومن الأثار التي تولی نشرها: الميثاق الوطني لكاشف الغطاء، وديوان أخيه الشعبي وديوان عمه محسن الخضري.

## وصلات خارجية
- في موقع archive.sakhrit.co